# Volume sistolico
In fisiologia, il volume sistolico o gittata sistolica (in inglese stroke volume, spesso indicato con la sigla SV) è la quantità di sangue pompato da un ventricolo ad ogni sistole ventricolare. Normalmente esso aumenta all'aumentare della forza di contrazione del ventricolo stesso.
Si calcola a partire da misure del volume dei ventricoli ottenute con l'ecocardiogramma, sottraendo il volume di sangue che rimane nel ventricolo dopo la sistole (chiamato volume telesistolico) dal volume di sangue presente nel ventricolo subito prima della sistole (volume telediastolico). Il termine "volume sistolico" si può applicare a ciascuno dei due ventricoli, sebbene nella maggior parte dei casi sia riferito al ventricolo sinistro. Il volume sistolico è solitamente uguale nei due ventricoli, circa 70 ml in un uomo sano di 70 kg.
Il volume sistolico è un importante determinante della gittata cardiaca, che rappresenta il prodotto del volume sistolico per la frequenza cardiaca, ed è utilizzato anche per calcolare la frazione di eiezione, che è uguale al volume sistolico diviso per il volume telediastolico. Il volume sistolico si riduce in particolari condizioni patologiche ed è strettamente correlato alla funzione cardiaca.

## Calcolo del volume sistolico
Il valore si ottiene sottraendo il volume telesistolico (end-systolic volume, ESV), dal volume telediastolico (end-diastolic volume, EDV) del ventricolo esaminato. 
{\displaystyle VS=EDV-ESV}
In un uomo sano di 70 kg il volume telediastolico è circa 120 mL e il volume telesistolico è circa 50 mL, con una differenza di 70 mL che corrisponde al volume sistolico. L'espressione inglese "stroke work" (lavoro cardiaco) si riferisce al lavoro, ossia pressione del sangue moltiplicata per il volume sistolico.

## Determinanti
In genere gli uomini hanno volumi sistolici maggiori rispetto alle donne a causa delle maggiori dimensioni del cuore. Il volume sistolico, comunque, dipende da molti fattori, tra i quali le dimensioni del cuore, la contrattilità, la durata della contrazione, il precarico, il volume telediastolico e il postcarico.

## Esercizio fisico
L'attività aerobica prolungata può aumentare il volume sistolico, comportando spesso una riduzione della frequenza cardiaca a riposo. La frequenza ridotta prolunga la diastole, aumentando così il volume telediastolico e determinando l'eiezione di una maggiore quantità di sangue.

## Precarico
Il volume sistolico è intrinsecamente controllato dal precarico (il grado di distensione dei ventricoli prima della sistole). Un aumento del volume o della velocità del ritorno venoso incrementa il precarico e, per la legge di Frank-Starling, aumenterà il volume sistolico. Una riduzione del ritorno venoso avrà effetti opposti, causando una riduzione del volume sistolico.

## Postcarico
Un aumento del postcarico (che corrisponde alla pressione aortica durante la sistole) riduce il volume sistolico. Sebbene esso non influenzi il volume sistolico nei soggetti sani, un postcarico aumentato ostacola l'eiezione del sangue da parte dei ventricoli, determinando una riduzione del volume sistolico. Un aumento del postcarico è presente, ad esempio, nella stenosi aortica e nell'ipertensione arteriosa.

### Stroke Volume Index (SVI)
Analogamente all'indice cardiaco, è un metodo per correlare il volume sistolico alla superficie corporea.
{\displaystyle SVI={SV \over BSA}={(GC/FC) \over BSA}={GC \over {FC\times BSA}}}